# نادي فالميرا
نادي فالميرا هو نادي كرة قدم لاتفي من مدينة فالميرا يلعب في الدوري اللاتفي الممتاز
.تأسس النادي في عام 1996.